# مات سانتوس
مات سانتوس (بالإنجليزية: Matt Santos)‏ (و. – م) هو طيار، وسياسي، وعسكري محترف من الولايات المتحدة الأمريكية .
تولى منصب رئيس الولايات المتحدة الأمريكية (2007–)، وعمدة .وهو عضو في الحزب الديمقراطي الأمريكي .ويحمل رتبة عسكرية مقدم (رتبة عسكرية) .

## التعليم
تعلم في أكاديمية الولايات المتحدة البحرية.